# Villafranca de la Sierra
Villafranca de la Sierra község Spanyolországban, Ávila tartományban. Villafranca de la Sierra Bonilla de la Sierra, Casas del Puerto de Villatoro, Navacepedilla de Corneja, San Martín de la Vega del Alberche, Navaescurial, San Miguel de Corneja, Villatoro, Cepeda la Mora és Garganta del Villar községekkel határos. Lakosainak száma 134 fő (2024).

## Népesség
A település népessége az utóbbi években az alábbiak szerint változott:
| Lakosok száma | 203  | 176  | 156  | 155  | 158  | 136  | 128  | 134  | 141  | 134  |
|               | 2001 | 2004 | 2006 | 2009 | 2011 | 2014 | 2016 | 2019 | 2021 | 2024 |